# Трудове (Баштанський район)
Трудове́ — село в Україні, у Баштанській міській громаді Баштанського району Миколаївської області. Населення становить 21 особу.

## Населення
Згідно з переписом УРСР 1989 року чисельність наявного населення села становила 25 осіб, з яких 10 чоловіків та 15 жінок.
За переписом населення 2001 року в селі мешкала 21 особа.

### Мова
Розподіл населення за рідною мовою за даними перепису 2001 року:
| Мова       | Відсоток |
| ---------- | -------- |
| українська | 80,95 %  |
| білоруська | 19,05 %  |

## Люди
У Трудовому народилися:
- Махно Віталій Митрофанович — радянський хлібороб, Герой Соціалістичної Праці (1976)